# 公报 (贝尔法斯特)
《公报》（英語：The Gazette），中文全称《贝尔法斯特公报》（The Belfast Gazette），与《伦敦公报》（The London Gazette）和《爱丁堡公报》（The Edinburgh Gazette）一样，都是英国政府（United Kingdom Government）的一份记录报纸（Newspaper of record）。它由英国皇家文具公司（The Stationery Office，TSO）代表北爱尔兰贝尔法斯特的英国皇室文具署（His Majesty's Stationery Office）出版。
该报于1921年6月7日首次出版发行。此前，《都柏林公报》（The Dublin Gazette）为整个爱尔兰履行了同样的职能，但随着爱尔兰分治（Partition of Ireland），北爱尔兰需要单独出版。目前，《都柏林公报》在爱尔兰共和国以"Iris Oifigiúil"的名义继续出版
。